# Heiner Blum

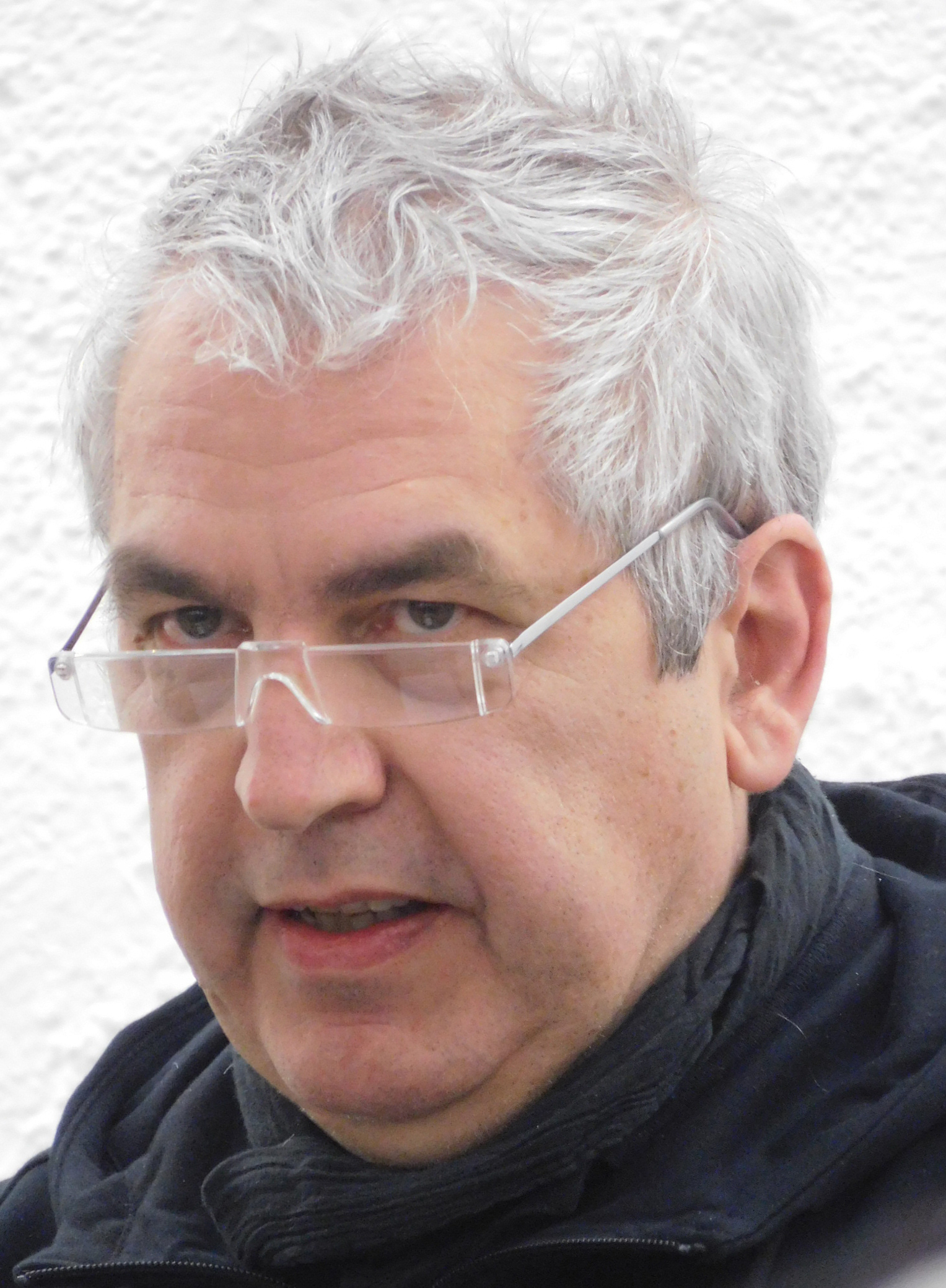
Heiner Blum, 2018

Heiner Blum (* 4. Februar 1959 in Stuttgart) ist ein deutscher Konzeptkünstler. Seit 1997 ist er Professor für Experimentelle Raumkonzepte an der  Hochschule für Gestaltung Offenbach am Main.

## Biografie
Heiner Blum studierte von 1977 bis 1983 Visuelle Kommunikation an der Gesamthochschule Kassel. Nach dem Studium bis 1998 arbeitete er als Fotograf für Zeitschriften wie Art, Geo, Stern oder das Frankfurter Allgemeine Magazin. Er erhielt 1981 den Otto-Steinert-Preis der Deutschen Gesellschaft für Photographie und begann mit eigenen künstlerischen Produktionen. Seine 205 Teile umfassende, von 1982 bis 1983 entstandenen Serie mit Papierarbeiten unter dem Titel Alarm ist heute in der Sammlung des Museum für Moderne Kunst Frankfurt am Main.
Von 1991 bis 1992 hatte Blum einen Lehrauftrag im Fachbereich Innenarchitektur an der Fachhochschule Trier inne, 1996 war er Gastprofessor an der Hochschule für Künste Bremen. Seit 1998 ist er Professor für Gestaltungsgrundlagen und Experimentelle Raumkonzepte im Fachbereich Visuelle Kommunikation der Hochschule für Gestaltung Offenbach am Main. In den Jahren 2000 bis 2003 entwickelte er im Bockenheimer Depot in Frankfurt unter dem Titel Schmalklub zusammen mit Studierenden und dem Dramaturgen Steve Valk unter der Ägide von William Forsythe ein genreübergreifendes, experimentelles Clubkonzept. „Der schmalclub war kein Theater, keine Party, keine Ausstellung, kein Event, keine Installation, keine Performance. Er war ein Stück vom Leben“.

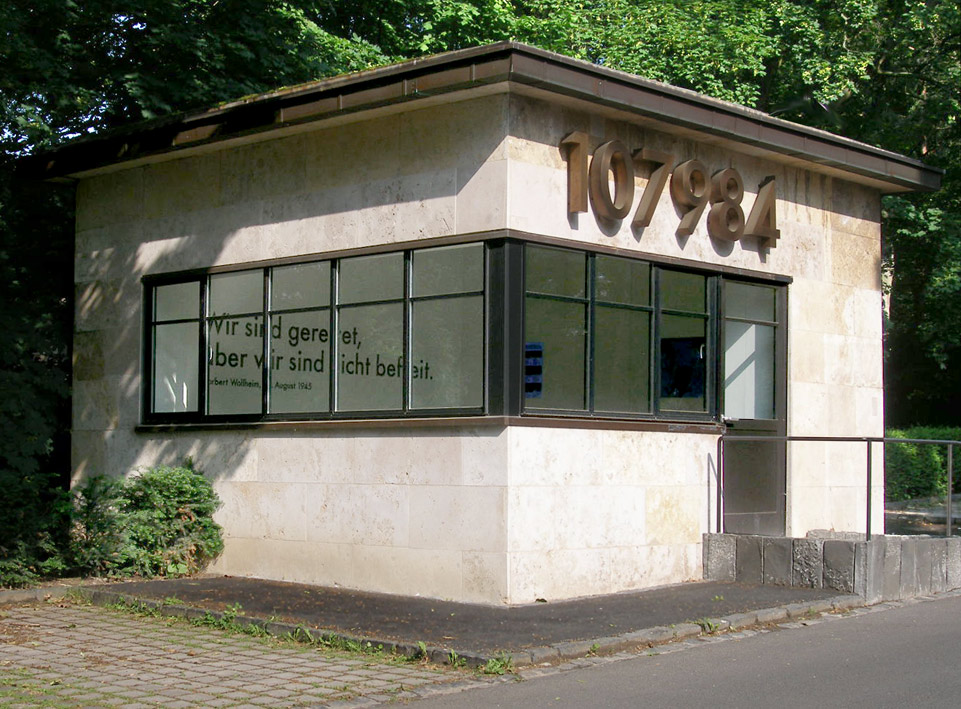
Wollheim-Memorial, 2008, Universität Frankfurt am Main (Konzeption und Gestaltung: Heiner Blum)

2008 wurde auf dem Campus der Johann Wolfgang Goethe-Universität in Frankfurt ein von Blum gestaltetes Norbert Wollheim-Memorial eröffnet, das nach Norbert Wollheim (1913–1998), einem Überlebenden des Konzentrationslagers Buna/Monowitz, benannt ist. Die Konzeption von Blum besteht aus der Innen- und Außengestaltung des Pavillons und Fototafeln im Park der Universität. Über der Tür des früher als Wachthaus dienenden Pavillons ist Wollheims Häftlingsnummer in einer großen Messingschrift angebracht. Im Inneren befindet sich die Wandinschrift „Wir sind gerettet, aber wir sind nicht befreit. Norbert Wollheim, 26. August 1945“ sowie zwei Monitore, auf denen in Videointerviews Überlebende des Konzentrationslagers von ihrer Kindheit und Jugend berichten.
Im Sommersemester 2009 war er als Artist in Residence zu Gast am Exzellenzcluster „Kulturelle Grundlagen von Integration“ an der Universität Konstanz. 2011 gestaltete Blum für den Frankfurter Verein die Notunterkunft für Obdachlose der Stadt Frankfurt am Main, die ein bestehendes Containerdorf ersetzen wird.
Blum wohnt in Offenbach am Main.

## Ausstellungen (Auswahl)

### Einzelausstellungen
- 1987: Galerie Nächst St. Stephan, Wien (mit Heinrich Dunst)
- 1988: Galerie Grässlin-Ehrhardt, Frankfurt am Main (auch 1991)
- 1989: Kunstverein Kassel, Kassel
- 1993: Museum für Moderne Kunst, Frankfurt am Main, Alarm/Spiele, TIME
- 1995: 4'33, Galerie Bärbel Grässlin, Frankfurt am Main (auch 2000); Kunsthalle Baden-Baden (mit Michaela Melián)
- 2006: Kunsthalle Mannheim, Täter-Opfer-Held

### Gruppenausstellungen
- 1981: New German Photography, Photographers Gallery, London
- 1988: Schlaf der Vernunft, Museum Fridericianum, Kassel
- 1989: Prospect 89, Schirn Kunsthalle, Frankfurt am Main
- 1992: Art Meets Ads – Avantgarde und Kampagne, Städtische Kunsthalle, Düsseldorf
- 1994: Positionen aktueller Kunst der 80er und 90er Jahre: ein Ausstellungsprojekt des Museums für Moderne Kunst, Frankfurt am Main
- 1995: 3. Internationale Foto-Triennale, Villa Merkel, Esslingen
- 1996: Szenenwechsel X, Museum für Moderne Kunst, Frankfurt am Main
- 1996: Sammlung Speck, Museum Ludwig, Köln
- 1997: Views from Abroad, Museum für Moderne Kunst, Frankfurt am Main
- 1997: Magie der Zahl, Staatsgalerie, Stuttgart
- 2002: Schwarzwaldhochstraße, Kunsthalle Baden-Baden
- 2003/2004: Heiner Blum & Wolfgang Tillmans. Die Neue Kunsthalle II: natürlich-körperlich-sinnlich, Kunsthalle Mannheim
- 2008: Vertrautes Terrain, Zentrum für Kunst und Medientechnologie, Karlsruhe
- 2008: Parrworld, Haus der Kunst, München
- 2016: Dystotal, Ludwigforum Aachen

## Schriften
- mit Juliane Rebentisch: Zweite Welt. Heinrich Editionen / Galerie Bärbel Grässlin, Frankfurt am Main 2017, ISBN 978-3-943407-62-4
- Rolf Lauter (Hrsg.): A/B 1987/2000. Museum für Moderne Kunst, Frankfurt am Main 2000.
- Rolf Lauter (Hrsg.), Heiner Blum, Alarm 1982-83, Museum für Moderne Kunst, Frankfurt am Main 1993. ISBN 978-3-98030-532-7
- Rolf Lauter (Hrsg.), Heiner Blum, Schiffskatalog, Museum für Moderne Kunst, Frankfurt am Main 2001. ISBN 978-3-88270-491-4

## Auszeichnungen und Stipendien
- 1981: Otto-Steinert-Preis der Deutschen Gesellschaft für Photographie
- 1988: Rompreis Villa Massimo, Rom
- 1991: Cité Internationale des Arts Paris
- 1993: Karl-Ströher-Preis, Frankfurt am Main
- 1995: Förderpreis des Landes Baden-Württemberg
- 2009: 1822-Kunstpreis, Frankfurt am Main
- 2025: Binding-Kulturpreis der Binding-Kulturstiftung, Frankfurt am Main